# 伊尔姆塔尔
伊尔姆塔尔（德語：Ilmtal，發音：[ˈɪlmˌtaːl]，意为“伊尔姆河谷”）是德国图林根州伊尔姆县曾经的一个市镇，面积102.7平方千米，2016年4月30日总人口为3,752人。2018年7月6日，伊尔姆塔尔并入市镇施塔特伊尔姆。